# Kahlil Gibran
Kahlil Gibran (polno arabsko ime Gibran Khalil Gibran; arabsko: جبران خليل جبران‎‎ / ALA-LC: Jubrān Khalīl Jubrān ali Jibrān Khalīl Jibrān), libanonski pisatelj in pesnik, * 6. januar 1883, Bsharri, Mutašarifat Gora Libanon, Otomansko cesarstvo, † 10. april 1931, New York, ZDA.
Gibran se je rodil v mestu Bsharri v Otomanskem cesarstvu maronitskima staršema Khalilu in Kamili Gibran (Rahmeh). Že v mladosti se je z družino preselil v ZDA, kjer se je učil umetnosti in začel svojo literarno kariero, pisal je v angleščini in arabščini. V arabskem svetu imajo Gibrana za literarnega in političnega upornika. Njegov romantičen stil se je oddaljeval od klasične šole. V Libanonu je še vedno slaven kot literarni klasik.
V angleško govorečem svetu je znan predvsem po delu Prerok (The Prophet, 1923), ki je zgodnji primer inspiracijskega leposlovja, ki vključuje serijo filozofskih esejev napisanih v poetični angleški prozi. Knjiga se je prodajala dobro navkljub hladnemu sprejemu kritikov. Popularna je postala v 30. letih 20. stoletja in ponovno za časa hipijevske kontrakulture med letoma 1963 in 1974. Delo je prevedeno v več kot 40 jezikov.

### Življenje

#### Zgodnja leta
Gibran se je rodil v katoliški (maronitski) družini iz zgodovinskega mesta Bsharri na severu Libanona. Njegova mati Kamila, hči duhovnika, je bila stara trideset let, ko se je rodil; njegov oče Khalil je bil njen tretji mož. Ker je bila njegova družina revna, Gibran v svoji mladosti v Libanonu ni bil deležen nobenega uradnega šolanja. Kljub temu pa so ga redno obiskovali duhovniki in ga poučevali o Svetem pismu in arabskem jeziku.
Gibranov oče je bil po preiskavi zaprt zaradi poneverbe, premoženje njegove družine je bilo zaseženo. Kamila Gibran je sledila svojemu soprogu v Združene države Amerike. Čeprav je bil Gibranov oče izpuščen leta 1894, je Kamila ostala odločna in vzela Khalila, njegovi mlajši sestri Mariano in Sultano ter njegovega starejšega polbrata Petra in 25. junija 1895 odšla v New York .
Gibranovi so se naselili v delu Bostona, ki je bil v tistem času druga največja sirijsko-libanonsko-ameriška skupnost v ZDA. Njegova mati je začela delati kot potujoča prodajalka, prodajala je čipke in lan, ki jih je nosila od vrat do vrat. Gibran je začel hoditi v šolo 30. septembra 1895. Bil je nameščen v poseben razred za priseljence, katerega namen je bil tudi, da se naučijo angleščine. Gibran se je tudi vpisal v bližnjo umetniško šolo. Preko tamkajšnjih učiteljev je spoznal avantgardnega bostonskega umetnika in fotografa Freda Hollanda Daya, lastnika časopisa, ki je spodbujal in podpiral Gibrana v njegovih ustvarjalnih prizadevanjih. Lastnik časopisa je leta 1898 uporabil nekatere Gibranove risbe za platnice knjig.
Gibranova mati je skupaj z njegovim starejšim bratom Petrom želela, da bi bila vzgajana v lastni tradicionalni in ne le zahodni kulturi. Tako se je s petnajstimi leti Gibran vrnil v svojo domovino, kjer se je učil v maronitski zasebni šoli in visokošolskem zavodu v Bejrutu, imenovanem "al-Hikma" (Modrost). S sošolcem je začel študentsko literarno revijo in se uveljavil kot najboljši pesnik na šoli. Tam je ostal nekaj let, preden se je leta 1902 vrnil v Boston. Dva tedna pred njegovo vrnitvijo v Boston je pri štirinajstih letih zaradi tuberkuloze umrla njegova sestra. Leto kasneje je zaradi iste bolezni umrl Peter, mati pa je umrla zaradi raka. Njegova sestra Mariana je preživljala sebe in Gibrana z delom v krojačevi trgovini.

#### Rast slave in osebno življenje
Gibran je bil dovršen umetnik, zlasti v risanju in akvarelu. Med letoma 1908 in 1910 je obiskoval šolo umetnosti Académie Julian v Parizu. Stremel je k simbolističnemu in romantičnemu slogu namesto takrat prevladujočemu realizmu. Gibran je imel prvo razstavo svojih risb leta 1904 v Bostonu. Med to razstavo je spoznal 10 let starejšo ugledno ravnateljico Mary Elizabeth Haskell. Sklenila sta prijateljsko vez, ki je trajala preostanek Gibranovega življenja. Vrsta njunega romantičnega odnosa ostaja nejasna; nekateri življenjepisci trdijo, da sta bila ljubimca, ampak se nista nikoli poročila, ker je temu nasprotovala družina Haskell, drugi dokazi pa kažejo na to, da je bilo njuno razmerje zgolj platonično. Mary Elizabeth Haskell se je kasneje poročila z drugim moškim, vendar je vseeno finančno podpirala Gibrana in uporabljala svoj vpliv za napredovanje njegove kariere. Postala je njegova urednica in ga predstavila novinarki Charlotte Teller in francoski učiteljici Emilie Michel (Micheline), ki je pozirala zanj kot model in s katero sta postala dobra prijatelja.
Leta 1908 je šel Gibran za dve leti na študij umetnosti v Pariz. V tem času je spoznal svojega vseživljenjskega prijatelja Youssefa Howayeka. Medtem ko je večina Gibranove zgodnje literature napisane v arabščini, je večina njegovih del, objavljenih po letu 1918, v angleščini. Njegova prva knjiga za založbo Alfred A. Knopf je bila Norec (The Madman, 1918), tanka knjiga aforizmov in prilik, napisanih v svetopisemskem slogu nekje med prozo in poezijo. Bil je član Newyorškega društva pisateljev New York Pen League, literarnem društvu znanem tudi kot "priseljeni pesniki" (al-mahjar). V društvu so sodelovali tudi pomembni libanonsko-ameriški avtorji, kot so Ameen Rihani, Elia Abu Madi in Mikhail Naimy, tesen prijatelj in priznan mojster arabske literature, katerega potomce je Gibran oznanil za svoje otroke in katerega nečak Samir je krščenec Gibrana.

#### Smrt
Gibran je umrl 10. aprila 1931 v New Yorku, star 48 let. Vzroka za smrt sta bila ciroza jeter in tuberkuloza. Gibran je izrazil željo, da bi bil rad pokopan v Libanonu. Ta želja je bila izpolnjena leta 1932, ko sta Mary Haskell in njegova sestra Marina kupili samostan Mar Sarkis v Libanonu, ki je od takrat postal Gibranov muzej. Poleg Gibranovega groba so zapisane besede "beseda, ki jo želim videti zapisano na svojem grobu: živ sem kot ti in stojim ob tebi. Zapri oči in poglej naokoli, videl me boš pred sabo."
Mary Haskell je po Gibranovi volji podedovala vsebino njegovega ateljeja. Tam je odkrila svoja pisma njemu v obdobju triindvajsetih let. Prvotno se je strinjala, da se jih zaradi njihove intimnosti zažge, ampak je prepoznala njihovo zgodovinsko vrednost in jih shranila. Skupaj z njegovimi pismi njej jih je dala knjižnici Severnokarolinške univerze v Chapel Hillu (ang. University of North Carolina at Chapel Hill) preden je leta 1964 umrla. Izvlečki več kot šeststotih pisem so bili objavljeni v knjigi Priljubljeni prerok (Beloved Prophet, 1972).
Mary Haskell Minis (poročila se je z Jacobom Florancom Minisom leta 1923) je podarila svojo osebno zbirko skoraj sto Gibranovih izvirnih umetniških del umetniškemu muzeju Telfair v mestu Savannah, Georgia leta 1950. Mary Haskell je razmišljala o postavljanju njene zbirke v Telfairu že leta 1914. Darilo Mary Haskell Minis muzeju Telfair je največja javna zbirka Gibranove likovne umetnosti, sestavljena iz petih oljnih slik in številnih del na papirju, upodobljenih v umetnikovem liričnem slogu, ki odraža vpliv simbolizma.

### Literarna dela

#### Stil in ponavljajoče se teme
Gibran je bil velik občudovalec sirskega pesnika in pisatelja Francisa Marrasha, katerega dela je proučeval v šoli al-Hikma v Bejrutu. Orientalist Shmuel Moreh pravi, da Gibranova dela spominjajo na Marrashov stil, veliko njegovih idej in včasih celo strukturo nekaterih njegovih del; druga dva poznavalca Bibranovih del Suheil Bushrui in Joe Jenkins sta omenila, da je Marrashov koncept univerzalne ljubezni pustil globok vtis na Gibrana. Gibranova poezija pogosto uporablja uradni jezik in duhovne izraze.
Veliko Gibranovih pisnih del se ukvarja s krščanstvom, predvsem na temo duhovne ljubezni. Toda njegov misticizem je združitev več različnih vplivov: krščanstva, islama, judovstva in teozofije.

#### Sprejem in vpliv
Gibranovo najbolj znano delo je Prerok (The Prophet), knjiga sestavljena iz šestindvajsetih pesniških esejev. Njena priljubljenost se je izrazito povečala v 1960-ih z ameriško kontrakulturo in nato z razcvetom gibanja Nova doba (New Age). Ostala je priljubljena pri tem in širšem prebivalstvu vse do danes. Odkar je bila prvič objavljena leta 1923, se knjiga Prerok ni nehala tiskati. Prevedena je bila v več kot štirideset jezikov in bila ena izmed uspešnic dvajsetega stoletja v ZDA.
Gibranov Prerok je imel velik vpliv na Elvisa Presleya, ko je prejel svoj prvi izvod leta 1956. Domnevno naj bi bral odstavke svoji materi in čez leta podaril več izvodov Preroka prijateljem in sodelavcem. Fotografije njegovih ročno napisanih opomb pod določenimi odstavki v njegovem izvodu knjige so arhivirane na različnih spletnih straneh muzejev. Eden izmed njegovih najbolj znanih verzov poezije je iz dela Pesek in pena (Sand and Foam, 1926), ki se glasi: "Polovico tega, kar rečem nima pomena, vendar to rečem zato, da do tebe pride druga polovica." Verz je uporabil John Lennon, čeprav v nekoliko spremenjeni obliki, v pesmi Julia v albumu The Beatles (tudi Beli album, 1968) skupine The Beatles. Johnny Cash je posnel Gibranovo delo Oko preroka (The Eye of the Prophet) kot zvočno knjigo. Cash tudi govori o Gibranovih delih na posnetku Book Review na albumu Unearthed. David Bowie omeni Gibrana v pesmi The Width Of a Circle na albumu The Man Who Sold the World (1970).

### Likovna umetnost
Njegovih več kot sedemsto slik vključuje portrete njegovih prijateljev W. B. Yeatsa, Carla Junga in Augusta Rodina. Njegove risbe so zbrane v arabskem muzeju moderne umetnosti Mathaf v Dohi.

### Versko prepričanje
Gibran se je rodil v maronitski krščanski družini in je odraščal v maronitskih šolah. Poleg svoje lastne vere je nanj vplival tudi islam, zlasti sufizem. Poznal je krvavo zgodovino Libanona, kar je okrepilo njegovo prepričanje, da vera združuje ljudi, kar so njegovi starši ponazorili s tem, da so bili v njihovem domu dobrodošli ljudje različnih veroizpovedi. Na njegova dela so vplivala islamska/arabska umetnost, evropski klasicizem in romantika (William Blake in Auguste Rodin), skupina angleških slikarjev, pesnikov in kritikov prerafaelitske bratovščine, moderni simbolizem in nadrealizem. Večji osebni vpliv na Gibrana so imeli Fred Holland Day, Josephine Preston Peabody in Mary Haskell. Gibran je tudi sodeloval župnijo Svetega Marka na Manhattanu tako na področju umetnosti kot na področju verskih zadev.
Gibran je imel več močnih povezav z bahajstvom. Okoli 1911-1912 je v ZDA spoznal 'Abdu'l-Bahá (Bahá'u'lláh), voditelja te veroizpovedi v tistem času. Bahá'u'lláh je nanj napravil velik vtis. Med pisanjem dela Jezus, Sin človekov (Jesus, the Son of Man, 1928) naj bi venomer mislil na 'Abdu'l-Bahá. Leta pozneje po smrti 'Abdu'l-Bahá je imel Gibran govor o veri z bahajci.

### Politično mišljenje
Gibran nikakor ni bil politik. Kljub temu se je zavzemal za to, da arabščina postane uradni jezik v Siriji. Ko je okoli 1911-1912 spoznal 'Abdu'l-Bahá, ki je v ZDA pripotoval delno za spodbujanje miru, ga je spoštoval zaradi zavzemanja za mir, ampak je trdil, da bi se morali "majhni narodi, kot je njegov", osvoboditi osmanskega nadzora. Ko so Osmani zapustili Sirijo med 1. svetovno vojno je Gibran skiciral risbo "Svobodne Sirije", ki je bila natisnjena na platnico posebne izdaje libanonskega časopisa al-Sa'ih; v osnutku njegove igre je Gibran tudi izrazil svojo željo po libanonski neodvisnosti in napredku. Južni, obalni del Sirije se je definiral kot Libanon šele po drugi svetovni vojni.

### Dela

#### Prevedeno v slovenščino
- Ognjene črke : izbrana arabska dela Gibrana Halila Gibrana, izbrano delo, 2010
- Ogenj in svetloba, kratka proza, 2009
- Čista ambrozija vir : izbrane kratke zgodbe in misli, e-knjiga, 2008
- Moj rojstni dan, 2005
- Čista ambrozija : izbrane kratke zgodbe in misli, aforizmi, pregovori, 2003
- Norec : življenjska modrost v parabolah, 1998Nori mož, 1998
- Jezus, Sin človekov : Njegove besede in Njegova dela kakor jih pripovedujejo in o njih poročajo tisti, ki so ga poznali, kratka proza, 1997
- Znanilec, kratka proza, 1997
- Glas mojstra, 1990
- Zlomljena krila, 1989, 1991, 2003
- Prerokov vrt, 1988
- Prerok, 1978, 1986, 1988, 1991, 2006

#### Članki
- Najraje imam skrajneže, 2010
- Vam vaš in meni moj Libanon, 2009
- Lepi in redki izreki, 2009
- Pesnik in pesem, 2009
- Zemlja, 2004
- Nori Johan, 2003
- Dve zgodbi, 2002
- Marta iz Bana, 2002
- O dobrem in zlu, 2000
- Če želite spoznati Boga... , 1993
- Filemon, grški lekarnar, 1992
- Marija Magdalena, 1992
- Ana, Marijina mati, 1992

#### V arabščini
- Nubthah fi Fan Al-Musiqa (Music, 1905)
- Ara'is al-Muruj (Nymphs of the Valley, prevedeno tudi kot Spirit Brides and Brides of the Prairie, 1906)
- Al-Arwah al-Mutamarrida (Rebellious Spirits, 1908)
- Al-Ajniha al-Mutakassira (Broken Wings, 1912)
- Dam'a wa Ibtisama (A Tear and A Smile, 1914)
- Al-Mawakib (The Processions, 1919)
- Al-'Awāsif (The Tempests, 1920)
- Al-Bada'i' waal-Tara'if (The New and the Marvellous, 1923)

#### V angleščini, pred njegovo smrtjo
- The Madman (1918)
- Twenty Drawings (1919)
- The Forerunner (1920)
- The Prophet, (1923)
- Sand and Foam (1926)
- Kingdom of the Imagination (1927)
- Jesus, The Son of Man (1928)
- The Earth Gods (1931)
- Po smrti, v angleščini
- The Wanderer (1932)
- The Garden of The Prophet (1933, dokončala Barbara Young)
- Lazarus and his Beloved (igra, 1933)

#### Zbirke
- Prose Poems (1934)
- Secrets of the Heart (1947)
- A Treasury of Kahlil Gibran (1951)
- A Self-Portrait (1959)
- Thoughts and Meditations (1960)
- A Second Treasury of Kahlil Gibran (1962)
- Spiritual Sayings (1962)
- Voice of the Master (1963)
- Mirrors of the Soul (1965)
- Between Night & Morn (1972)
- A Third Treasury of Kahlil Gibran (1975)
- The Storm (1994)
- The Beloved (1994)
- The Vision (1994)
- Eye of the Prophet (1995)
- The Treasured Writings of Kahlil Gibran (1995)

#### Ostalo
- Beloved Prophet, The love letters of Khalil Gibran and Mary Haskell, and her private journal (1972, uredila Virginia Hilu)